# Daniel Valo

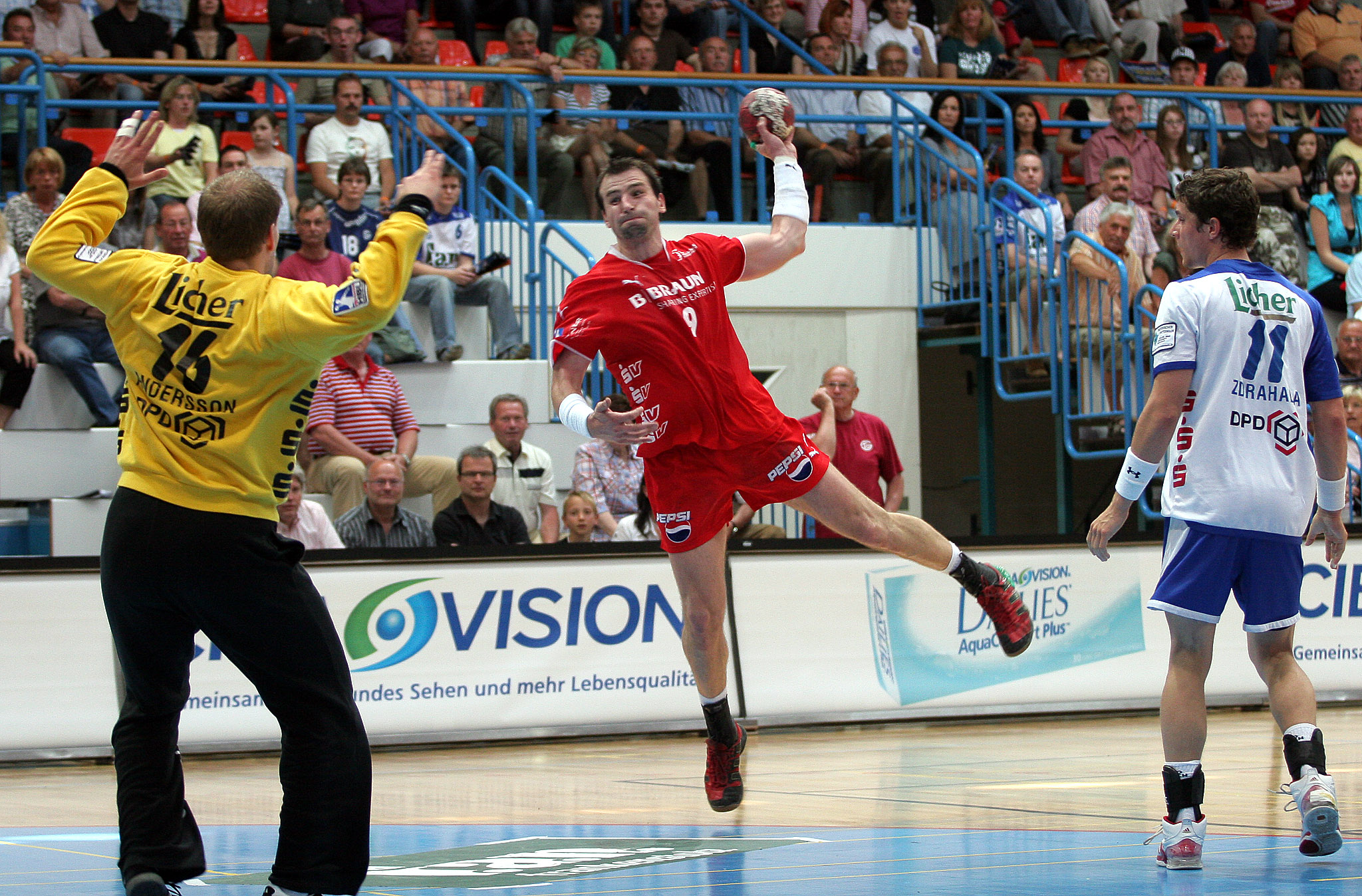
Daniel Valo beim Torwurf

Daniel Valo (* 7. Mai 1979 in Topoľčany, Tschechoslowakei) ist ein slowakischer Handballtrainer und ehemaliger Handballspieler. Valo wurde meist im rechten Rückraum eingesetzt. In den Jahren 2001, 2002, 2003 und 2007 wurde er zum slowakischen Handballer des Jahres gewählt.

## Karriere
Daniel Valo spielte in seiner Jugend bei SKP Piešťany. Später wechselte er zu SKP Bratislava, wo er auch in der ersten slowakischen Liga debütierte. 1999 ging er zu SKP Frýdek-Místek nach Tschechien, 2003 zum BSV Bern Muri in die Schweiz. 2005 schloss er sich dem deutschen Bundesligisten MT Melsungen an, bevor er 2009 zur HSG Wetzlar wechselte. Nachdem er aufgrund eines Kreuzbandrisses, den er sich während der Saisonvorbereitung 2013/2014 zugezogen hatte, bis Februar 2014 kein Pflichtspiel für die HSG bestritten hatte, wurde sein am Ende der Saison 2013/14 auslaufender Vertrag nicht verlängert.
Mit der slowakischen Nationalmannschaft nahm er an den Europameisterschaften 2006 in der Schweiz und 2012 in Serbien teil, scheiterte aber jeweils in der Vorrunde. Er stand im Aufgebot für die Weltmeisterschaft 2011; bis einschließlich der EM 2012 bestritt er 138 Länderspiele, in denen er 532 Tore warf.
Valo ist Trainer von SKP Frýdek-Místek und seit 2020 Co-Trainer der slowakischen Nationalmannschaft, so bei der Europameisterschaft 2022.